# Scherma ai Giochi della VIII Olimpiade - Fioretto a squadre maschile
La competizione del fioretto a squadre maschile  di scherma ai Giochi della VIII Olimpiade si tenne i giorni dal 27 al 30 giugno 1924 presso il Vélodrome d'hiver a Parigi

## Risultati

### 1 Turno
Si disputò il 27 giugno. 5 gruppi, le prime due squadre avanzarono ai quarti di finale.
| Pos. | Nazione        | Atleta | Nota           |
| ---- | -------------- | --- | -------------- |
| 1    | Italia         | Giorgio Chiavacci, Oreste Puliti, Aldo Boni, Luigi Cuomo, Valentino Argento, Dante Carniel, Giulio Gaudini, Giorgio Pessina | Passa il turno |
| 1    | Gran Bretagna  | Edgar Seligman, Robert Montgomerie, Geoffrey Doyne, Roland Willoughby, Frederick Sherriff                                   | Passa il turno |
| 3    | Cecoslovacchia | | DNS            |

| Pos. | Nazione  | Atleta | Vittorie | VI | SI | Incontri           | Incontri            | Incontri          | Incontri |
| Pos. | Nazione  | Atleta | Vittorie | VI | SI | Francia (bandiera) | Ungheria (bandiera) | Spagna (bandiera) |          |
| ---- | -------- | --- | -------- | -- | -- | ------------------ | ------------------- | ----------------- | -------- |
| 1    | Francia  | Lucien Gaudin, Philippe Cattiau, André Labatut, Roger Ducret, Henri Jobier, Jacques Coutrot, Guy de Luget, Joseph Peroteaux, | 1        | 12 | 4  | X                  | ND                  | 12-4              |          |
| 2    | Ungheria | Ödön von Tersztyánszky, Zoltán Schenker, Sándor Pósta, István Lichteneckert, László Berti                                    | 1        | 9  | 8  | ND                 | X                   | 9-8               |          |
| 3    | Spagna   | Juan Delgado, Domingo García, Diego Díez, Félix de Pomés, Santiago García                                                    | 0        | 12 | 21 | 4-12               | 8-9                 | X                 |          |

| Pos. | Nazione     | Atleta                                                                                | Vittorie | VI | SI | Incontri             | Incontri               | Incontri               | Incontri |
| Pos. | Nazione     | Atleta                                                                                | Vittorie | VI | SI | Argentina (bandiera) | Stati Uniti (bandiera) | Paesi Bassi (bandiera) |          |
| ---- | ----------- | ------------------------------------------------------------------------------------- | -------- | -- | -- | -------------------- | ---------------------- | ---------------------- | -------- |
| 1    | Argentina   | Horacio Casco, Roberto Larraz, Luis Lucchetti, Ángel Santamarina                      | 1        | 12 | 4  | X                    | ND                     | 12-4                   |          |
| 2    | Stati Uniti | George Calnan, Philip Allison, Alfred Walker, George Breed, Burke Boyce, Thomas Jeter | 1        | 10 | 6  | ND                   | X                      | 10-6                   |          |
| 3    | Paesi Bassi | Arie de Jong, Paul Kunze, Félix Vigeveno, Henri Wijnoldy-Daniëls, Nicolaas Nederpeld  | 0        | 10 | 22 | 4-12                 | 6-10                   | X                      |          |

| Pos. | Nazione | Atleta                                                                                                   | Nota           |
| ---- | ------- | --- | -------------- |
| 1    | Austria | Richard Brünner, Ernst Huber, Kurt Ettinger, Alois Gottfried, Hugo Philipp                               | Passa il turno |
| 1    | Belgio  | Maurice Van Damme, Fernand de Montigny, Albert De Roocker, Désiré Beaurain, Marcel Berré, Charles Crahay | Passa il turno |
| -    | Uruguay | | DNS            |

| Pos. | Nazione   | Atleta                                                                                                 | Nota           |
| ---- | --------- | --- | -------------- |
| 1    | Danimarca | Ivan Osiier, Svend Aage Munck, Erik Sjøqvist, Jens Berthelsen                                          | Passa il turno |
| 1    | Svizzera  | Frédéric Fitting, Eugène Empeyta, Constantin Antoniades, Édouard Fitting, John Albaret, Charles Rochat | Passa il turno |
| -    | Cuba      | | DNS            |

### Quarti di finale
Si disputarono il 28 giugno. 3 gruppi, le prime due squadre avanzarono alle semifinali.
| Pos. | Nazione  | Atleta | Vittorie | VI | SI | Incontri          | Incontri            | Incontri            | Incontri           |
| Pos. | Nazione  | Atleta | Vittorie | VI | SI | Italia (bandiera) | Ungheria (bandiera) | Svizzera (bandiera) | Austria (bandiera) |
| ---- | -------- | --- | -------- | -- | -- | ----------------- | ------------------- | ------------------- | ------------------ |
| 1    | Italia   | Giorgio Chiavacci, Oreste Puliti, Aldo Boni, Luigi Cuomo, Valentino Argento, Dante Carniel, Giulio Gaudini, Giorgio Pessina | 3        | 41 | 7  | X                 | 16-0                | 12-4                | 13-3               |
| 2    | Ungheria | Ödön von Tersztyánszky, Zoltán Schenker, Sándor Pósta, István Lichteneckert, László Berti                                   | 2        | 22 | 26 | 0-16              | X                   | 9-7                 | 13-3               |
| 3    | Svizzera | Frédéric Fitting, Eugène Empeyta, Constantin Antoniades, Édouard Fitting, John Albaret, Charles Rochat                      | 1        | 21 | 27 | 4-12              | 7-9                 | X                   | 10-6               |
| 4    | Austria  | Richard Brünner, Ernst Huber, Kurt Ettinger, Alois Gottfried, Hugo Philipp                                                  | 0        | 12 | 36 | 3-13              | 3-13                | 6-10                | X                  |

| Pos. | Nazione     | Atleta | Vittorie | VI | SI | Incontri           | Incontri             | Incontri               | Incontri |
| Pos. | Nazione     | Atleta | Vittorie | VI | SI | Francia (bandiera) | Danimarca (bandiera) | Stati Uniti (bandiera) |          |
| ---- | ----------- | --- | -------- | -- | -- | ------------------ | -------------------- | ---------------------- | -------- |
| 1    | Francia     | Lucien Gaudin, Philippe Cattiau, André Labatut, Roger Ducret, Henri Jobier, Jacques Coutrot, Guy de Luget, Joseph Peroteaux, | 2        | 27 | 5  | X                  | 14-2                 | 13-3                   |          |
| 2    | Danimarca   | Ivan Osiier, Svend Aage Munck, Erik Sjøqvist, Jens Berthelsen                                                                | 1        | 11 | 21 | 2-14               | X                    | 9-7                    |          |
| 3    | Stati Uniti | George Calnan, Philip Allison, Alfred Walker, George Breed, Burke Boyce, Thomas Jeter                                        | 0        | 10 | 22 | 3-13               | 7-9                  | X                      |          |

| Pos. | Nazione       | Atleta                                                                                                   | Vittorie | VI | SI | Incontri          | Incontri             | Incontri                 | Incontri |
| Pos. | Nazione       | Atleta                                                                                                   | Vittorie | VI | SI | Belgio (bandiera) | Argentina (bandiera) | Gran Bretagna (bandiera) |          |
| ---- | ------------- | --- | -------- | -- | -- | ----------------- | -------------------- | ------------------------ | -------- |
| 1    | Belgio        | Maurice Van Damme, Fernand de Montigny, Albert De Roocker, Désiré Beaurain, Marcel Berré, Charles Crahay | 2        | 20 | 12 | X                 | 8-8 (68-53)          | 12-4                     |          |
| 2    | Argentina     | Horacio Casco, Roberto Larraz, Luis Lucchetti, Ángel Santamarina                                         | 1        | 16 | 16 | 8-8 (53-68)       | X                    | 8-8 (61-56)              |          |
| 3    | Gran Bretagna | Edgar Seligman, Robert Montgomerie, Geoffrey Doyne, Roland Willoughby, Frederick Sherriff                | 0        | 12 | 20 | 4-12              | 8-8 (56-61)          | X                        |          |

### Semifinali
Si disputarono il 29 giugno. 2 gruppi, le prime due squadre avanzarono alla finale.
| Pos. | Nazione   | Atleta | Vittorie | VI | SI | Incontri          | Incontri          | Incontri             | Incontri |
| Pos. | Nazione   | Atleta | Vittorie | VI | SI | Italia (bandiera) | Belgio (bandiera) | Danimarca (bandiera) |          |
| ---- | --------- | --- | -------- | -- | -- | ----------------- | ----------------- | -------------------- | -------- |
| 1    | Italia    | Giorgio Chiavacci, Oreste Puliti, Aldo Boni, Luigi Cuomo, Valentino Argento, Dante Carniel, Giulio Gaudini, Giorgio Pessina | 1        | 12 | 4  | X                 | ND                | 12-4                 |          |
| 2    | Belgio    | Maurice Van Damme, Fernand de Montigny, Albert De Roocker, Désiré Beaurain, Marcel Berré, Charles Crahay                    | 1        | 9  | 7  | ND                | X                 | 9-7                  |          |
| 3    | Danimarca | Ivan Osiier, Svend Aage Munck, Erik Sjøqvist, Jens Berthelsen                                                               | 0        | 11 | 21 | 4-12              | 7-9               | X                    |          |

| Pos. | Nazione   | Atleta | Vittorie | VI | SI | Incontri           | Incontri            | Incontri             | Incontri |
| Pos. | Nazione   | Atleta | Vittorie | VI | SI | Francia (bandiera) | Ungheria (bandiera) | Argentina (bandiera) |          |
| ---- | --------- | --- | -------- | -- | -- | ------------------ | ------------------- | -------------------- | -------- |
| 1    | Francia   | Lucien Gaudin, Philippe Cattiau, André Labatut, Roger Ducret, Henri Jobier, Jacques Coutrot, Guy de Luget, Joseph Peroteaux, | 2        | 27 | 7  | X                  | 14-4                | 13-3                 |          |
| 2    | Ungheria  | Ödön von Tersztyánszky, Zoltán Schenker, Sándor Pósta, István Lichteneckert, László Berti                                    | 1        | 12 | 22 | 4-14               | X                   | 8-8 (58-57)          |          |
| 3    | Argentina | Horacio Casco, Roberto Larraz, Luis Lucchetti, Ángel Santamarina                                                             | 0        | 11 | 21 | 3-13               | 8-8 (57-58)         | X                    |          |

### Finale
Si disputò il 30 giugno.
| Pos.    | Nazione  | Atleta | Vittorie | VI | SI | Incontri           | Incontri          | Incontri            | Incontri          |
| Pos.    | Nazione  | Atleta | Vittorie | VI | SI | Francia (bandiera) | Belgio (bandiera) | Ungheria (bandiera) | Italia (bandiera) |
| ------- | -------- | --- | -------- | -- | -- | ------------------ | ----------------- | ------------------- | ----------------- |
| Oro     | Francia  | Lucien Gaudin, Philippe Cattiau, André Labatut, Roger Ducret, Henri Jobier, Jacques Coutrot, Guy de Luget, Joseph Peroteaux, | 3        | 31 | 6  | X                  | 13-3              | 14-2                | 4-1               |
| Argento | Belgio   | Maurice Van Damme, Fernand de Montigny, Albert De Roocker, Désiré Beaurain, Marcel Berré, Charles Crahay                     | 2        | 12 | 20 | 3-13               | X                 | 9-7                 | Forfait           |
| Bronzo  | Ungheria | Ödön von Tersztyánszky, Zoltán Schenker, Sándor Pósta, István Lichteneckert, László Berti                                    | 1        | 9  | 23 | 2-14               | 7-9               | X                   | Forfait           |
| 4       | Italia   | Giorgio Chiavacci, Oreste Puliti, Aldo Boni, Luigi Cuomo, Valentino Argento, Dante Carniel, Giulio Gaudini, Giorgio Pessina  | 0        | 1  | 4  | 1-4                | Forfait           | Forfait             | X                 |